# Облавка
Облавка (каз. Облавка) — село в Бурлинском районе Западно-Казахстанской области Казахстана. Входит в состав Бумакольского сельского округа. Код КАТО — 273645200.
Село расположено на левом берегу реки Урал.

## Население
В 1999 году население села составляло 315 человек (152 мужчины и 163 женщины). По данным переписи 2009 года в селе проживало 287 человек (140 мужчин и 147 женщин).